# Pate
Pate ist ein Ehrenamt in verschiedenen Konfessionen des Christentums. Der Taufpate bzw. die Taufpatin begleitet oder trägt den Täufling bei der Taufe und ist Zeuge der Sakramentsspendung. Paten sollen die Eltern bei der christlichen Erziehung des Patenkindes unterstützen. Die Namen der Paten werden im Kirchenbuch vermerkt.
Das Wort Pate kommt vom lateinischen Pater spiritualis bzw. Patrinus, das heißt „geistlicher Vater“ bzw. „Väterchen“ (entspricht dem altdeutschen Gevatter). 

## Regionale Varianten
Aufgrund der traditionell nahen Beziehung zwischen Paten und Patenkind haben sich für Patin und Paten eine Reihe von ähnlichen, teilweise altertümlichen Kosenamen und regionalen Dialektbezeichnungen entwickelt, die meist auf die Wörter „Gott“ oder lateinisch pater (als sprachliche Wurzel von „Pate“) zurückgehen. 
Im österreichischen Mostviertel werden die Paten auch als Goli und Göd bezeichnet. 
In einigen Gegenden Deutschlands wie Rheinfranken, Südhessen, Teilen von Moselfranken, im Grenzgebiet zwischen dem Ripuarischen und dem Niederfränkischen, der Südeifel und den Randzonen der Rheinprovinz wird der Pate als Petter bezeichnet. Die weibliche Entsprechung ist dabei meist die Gote. Der Begriff „Petter“ kommt von dem Mittelhochdeutschen ‚phetter‘, das sich wiederum vom mittellateinischen patrinus ableitet. Gote kommt dagegen aus dem Germanischen. Die genaue Herkunft bzw. Ableitung von „Gote“ ist umstritten.

## Allgemein
Das Patenamt entwickelte sich bereits in der alten Kirche. Erste Belege finden sich bei dem Kirchenschriftsteller Tertullian. Die Paten begleiteten die erwachsenen Taufbewerber (Katechumenen) in der Taufvorbereitung und bürgten für die Ernsthaftigkeit ihres Taufbegehrens, bei Täuflingen im Kindesalter verbürgten sie deren christliche Erziehung.
Daraus entwickelte sich die heutige Bedeutung des kirchlichen Patenamts. Als Taufzeugen belegen sie im Zweifelsfall den Vollzug der Taufe. Paten nehmen gegenüber dem Täufling in besonderer Weise die Verantwortung der christlichen Gemeinde wahr, die Getauften zum christlichen Glauben zu führen. Sie sollen für den Täufling beten und ihm durch Wort und Vorbild helfen, ein lebendiges Glied der Kirche Jesu Christi zu werden. Paten werden meist von den Eltern benannt und von der Kirche beauftragt.
Wenn Paten nicht der taufenden Gemeinde angehören, ist in der evangelischen und katholischen Kirche eine Patenbescheinigung erforderlich, die von der Gemeinde des Paten ausgestellt wird. Diese bestätigt die Mitgliedschaft in der Gemeinde bzw. dass der Pate katholisch und gefirmt ist und das Recht hat, das Patenamt zu übernehmen. In vielen Gemeinden wird nach der Taufe ein Patenbrief überreicht. Er beurkundet die kirchliche Beauftragung des Paten.

## Römisch-katholische Kirche

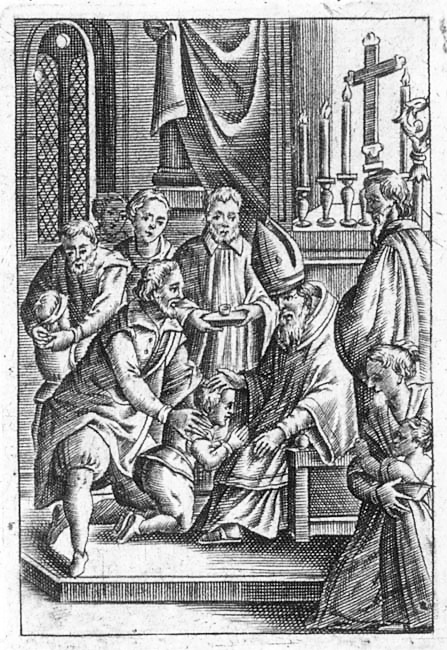
Firmung: Der Firmpate legt dem Firmling die Hand auf die Schulter.

Die römisch-katholische Kirche kennt Tauf- und Firmpaten. Es soll, wann immer möglich, einem Täufling oder Firmling eine Person zur Seite gestellt werden, die ihn auf dem Weg begleiten und mithelfen soll, dass der Getaufte ein der Taufe entsprechendes christliches Leben führt und die damit verbundenen Pflichten getreu erfüllt. Das Kirchenrecht stellte die Patenschaft bis 1983 als eine „geistliche Verwandtschaft“ dar, die auch ein Ehehindernis bedeutete.

### Voraussetzungen
Die Erziehungsberechtigten oder der Pfarrer bzw. der Spender des Sakraments benennen einen oder zwei Paten, die geeignet und bereit sein müssen, diesen Dienst zu leisten. In der Regel müssen Paten mindestens sechzehn Jahre alt, getauft und gefirmt sein, die Erstkommunion empfangen haben. Auch müssen sie ein Leben führen, das dem Glauben und dem Patendienst entspricht. Nicht in Frage kommen solche, die mit einer kanonischen Strafe belegt sind, und die Eltern des Täuflings.
Christen, die nicht der katholischen Kirche angehören, werden nach Can. 874 § 2 des kirchlichen Rechts nur als zusätzliche Taufzeugen eines katholischen Paten zugelassen. Gemäß dem Päpstlichen Rat zur Förderung der Einheit der Christen, ausgeführt im Direktorium zur Ausführung der Prinzipien und Normen über den Ökumenismus vom 25. März 1993, kann wegen der „engen Gemeinschaft, die zwischen der katholischen Kirche und den orthodoxen Kirchen des Ostens besteht“, ein Angehöriger z. B. der Griechisch-Orthodoxen Kirche als Pate bei der Taufe eines katholischen Kindes oder Erwachsenen fungieren, wenn gleichzeitig ein katholischer Taufpate oder eine Taufpatin zugegen ist.

## Evangelische Kirche
Die Evangelische Kirche kennt das Patenamt im Zusammenhang der Kindertaufe. Täuflinge unter 14 Jahren sollen bei der Taufe Paten erhalten, die gemeinsam mit den Eltern für die christliche Erziehung der Täuflinge einstehen und dies bei der Taufe auch versprechen.
Da der Konfirmandenunterricht auch als nachgeholte Taufunterweisung verstanden wird, endet das Patenamt formal mit der Konfirmation des Täuflings (häufig mit der Übergabe des „Patendanks“). Bei der Taufe von Erwachsenen sind Paten in der Regel nicht vorgesehen. Einige Landeskirchen gestatten im Ausnahmefall auch Kindertaufen ohne Paten, wenn mindestens ein Elternteil der evangelischen Kirche angehört. Zur Zahl der Paten gibt es keine festen Regeln, aber je nach Landeskirche unterschiedliche Empfehlungen.

### Voraussetzungen
Paten müssen selbst getauft und Angehörige einer Kirche sein. Im Regelfall sollen Paten konfirmierte Mitglieder der evangelischen Kirche sein. Ausnahmen werden von Landeskirche zu Landeskirche unterschiedlich geregelt. Angehörige anderer Gemeinschaften der Arbeitsgemeinschaft Christlicher Kirchen sind meist als zusätzliche Paten, manchmal auch als einzige Paten, zugelassen.
Das Patenamt kann weder von der Kirche aberkannt noch vom Paten zurückgegeben werden, doch es „erlischt, wenn die Patin oder der Pate die Zulassung zum Abendmahl verliert, insbesondere bei einem Austritt aus der Kirche.“ Die Nachbenennung von Paten ist dagegen in manchen Landeskirchen möglich.
In früheren Zeiten hatten die Taufpaten im Falle des frühen Todes der Eltern eine Fürsorgepflicht für das Kind. Dies wird auch heute noch manchmal gewünscht, aber das Patenamt an sich berechtigt nicht zur Übernahme der Vormundschaft; gegebenenfalls muss hier durch ein Testament vorgesorgt werden.

## Übernahme durch nichtreligiöse Verbände
Da traditionell zwei wichtige Aufgaben der Paten darin bestehen, das Patenkind in seiner Entwicklung zu begleiten und für dieses Kind im Falle des frühen Todes der Eltern zu sorgen, werden auch in nicht-christlichen Gemeinschaften oft Paten bestellt.
Dies ist in Deutschland bei freireligiösen Gemeinden (anlässlich der „Lebensweihe“) oder beim Humanistischen Verband (anlässlich der „Namensfeier“) fakultativ vorgesehen. Die Bedeutung einer solchen Patenschaft hängt dann von der Rolle ab, die die Paten gegenüber dem Kind tatsächlich einnehmen. Genau wie bei einer Taufpatenschaft können die Paten von der entsprechenden Weltanschauungsgemeinschaft im Stammbuch der Familie vermerkt werden.

## Allgemeine Weiterentwicklung des Begriffs
Aus der kirchlichen Beauftragung zum Patenamt, die eine enge Beziehung zwischen Pate und Patenkind voraussetzt, hat sich eine Reihe von Traditionen entwickelt, die über die ursprünglich geistliche Aufgabe des Paten hinausweisen. Das trug dazu bei, dass sich ein über das kirchliche Amt des Paten hinausgehender, allgemeinerer Begriff von Patenschaft im übertragenen Sinne entwickelt hat.